# Aqueduc de Tamagawa

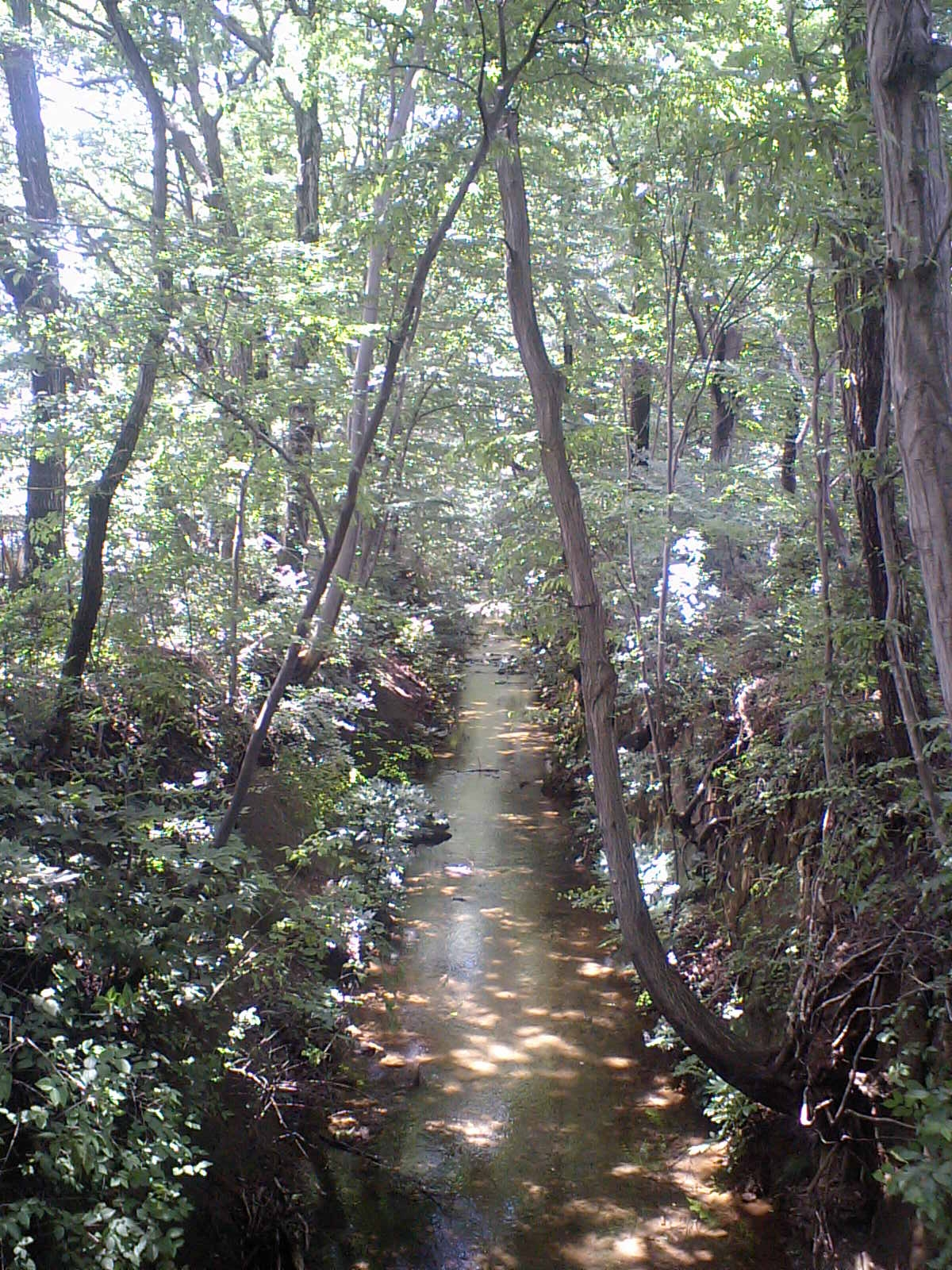
Tracé de l'ancien aqueduc

L'aqueduc de Tamagawa (玉川上水, Tamagawa Jōsui) est un ouvrage d'art japonais de 43 km de long construit par le shogunat Tokugawa pour fournir de l'eau potable et des réserves d'eau pour lutter contre les incendies entre la Tama-gawa et Edo, tout en dispensant de l'eau d'irrigation aux fermes des villages.
La construction de l'aqueduc, commencée en 1653, est précédée par la conspiration d'incendie volontaire de Bekko Shoemon. Bekko est à la tête d'un groupe de rōnin qui prévoient de déposer et de tuer Ii Naotaka et son parti. Ils ont l'intention d'incendier des temples à Edo le 20 août 1652, jour de fête religieuse, et de tuer leur cible au cours de la confusion. Bekko est arrêté la veille de l'attentat, torturé et crucifié. Le problème de prévention des incendies demeure : la ville est desservie par le seul et insuffisant aqueduc de Kanda.
Les habitants de Kōjimachi et Shibaguchi demandent la permission de construire un autre aqueduc, prenant l'eau de la rivière Tama. Le gouvernement fournit 7 500 ryo pour la construction, 3 000 ryo sont recueillis par souscription publique. L'aqueduc est construit en 18 mois. Les deux « ingénieurs » chargés de la construction sont de « simples paysans ». Après l'achèvement de la construction, ils sont récompensés par l'octroi du nom de famille Tamagawa et nommés gestionnaires de l'aqueduc. Le nouvel ouvrage ne protège cependant pas Edo du terrible grand incendie de Meireki (1657).
Le 13 juin 1948, Osamu Dazai s'est noyé avec sa compagne Tomie Yamazaki dans cet aqueduc proche de leur maison de Mitaka. Leurs corps sont découverts le 19 juin 1948.